# Škabrnja
Škabrnja es un municipio de Croacia en el condado de Zadar.

## Geografía
Se encuentra a una altitud de 101 m s. n. m. a 292 km de la capital nacional, Zagreb.

## Demografía
En el censo 2011 el total de población del municipio fue de 1 776 habitantes, distribuidos en las siguientes localidades:
- Prkos -  363
- Škabrnja - 1 413

| Gráfica de población de Škabrnja 1857-2011                          |
|                                                                     |
| Según los censos de población de la oficina estadística de Croacia. |